# Sven Rask
Sven Rask, född 25 januari 1781 i Nöbbeled, Kronobergs län, död 6 maj 1819 i Växjö, var en svensk boktryckare och träsnittare.
Han var son till en sergeant vid Kronobergs regemente och från 1803 gift med Beata Catharina Thetzell och far till boktryckaren Cicero Rask. Han arbetade som handelsbokhållare och blev genom köp och gifte med den tidigare ägaren, Sveriges första kistebrevstryckare Anders Thetzells dotter, ägare till Växjö gymnasietryckeri, som han fick överta efter sin svärmor Christina Catharina Thetzell. Flera av hans skurna stockar för kistebrev förvärvades av Smålands museum i Växjö på 1940-talet. Flera av stockarna var skurna i enkla maner och föreställer några grisar i lustiga situationer och olika verser.  Efter hans död drevs tryckeriet av hans änka och son fram till 1840.